# Бржецлав
Брже́цлав (чеш. Břeclav [ˈbr̝ɛtslaf]), по-немецки Лунденбург (нем. Lundenburg) — город на юго-востоке Чешской Республики, в 50 км юго-восточнее города Брно. Расположен на реке Дие. Является административным центром района Бржецлав Южноморавского края. Находится непосредственно на границе с Австрией и близко к границе со Словакией. Важный железнодорожный узел. Железные дороги связывают Бржецлав с 8 европейскими государствами — Германией, Польшей, Украиной, Словакией, Венгрией, Австрией, Италией, Монако и Францией.

## История
На стоянке Ланы (Lány) с многочисленными находками славяно-аварской перемычки был найден фрагмент ребра с рунической надписью, датирующий радиоуглеродным методом ~600 годом. Возраст подтверждён с помощью анализа износа в сочетании с СЭМ-микроскопией. Фрагмент кости был обнаружен в верхней части ямы 25 рядом с другими костями животных и керамикой пражского типа. Скорее всего, это был остаток хижины с провалившимся полом. Митохондриальная ДНК рунной кости относится к линии европейского крупного рогатого скота. 
Укреплённая усадьба вельможи IX века на великоморавском городище Поганьско в 2 км к югу от Бржецлава в пойменной луговой и залесённой области над слиянием рек Моравы и Дие являлась усадьбой-двором типа каролингских curtis и представляла собой один из типов раннефеодальной резиденции ещё связанной с хозяйственной усадьбой вельможи, которые были центром их имений. 
По характеру и деталям пышной погребальной обрядности срубные камерные ориентированные на запад древнейшие трупоположения в Киеве и на Среднем Поднепровье имеют прямые аналогии в раннехристианских памятниках на территории Великой Моравии в Поганьско (близ Бржецлава), Старом месте, Микульчице, Скалице, Стара-Коуржим, Колине и Желенках.
Замок Поганьско (cs:Pohansko (zámek)) на месте древнего славянского поселения был построен в начале XI века чешским князем Бржетиславом I, от имени которого и происходит название города. В третьей четверти XIII века замок, ставший в первой половине того же века приданым жены Пржемысла I Констанции Венгерской, был перестроен в массивную романскую крепость.
Замок часто менял владельцев, в 1426—1434 годах принадлежал восставшим гуситам. После Гуситских войн вокруг замка появляется поселение, которое в 20-х годах XVI столетия было куплено влиятельными Жеротинами, перестроившими замок в стиле ренессанс.
В начале XVII века бржецлавские владения Жеротинов были конфискованы, так как Ладислав Велен из Жеротина, владелец города, поддержал начавшееся в 1618 году в Моравии восстание против Габсбургов.
Бржецлав был практически полностью разрушен во время Тридцатилетней войны; население сократилось на 20 %.
В 1638 году Бржецлав был куплен Лихтенштейнами, которые также перестроили замок, окончательно утративший свои военные функции.
В результате наводнения в 1845 году город был затоплен из-за неправильного проекта железнодорожной насыпи. Это было учтено при последующем проектировании железнодорожных объектов
В 1872 году Бржецлаву императорским указом был присвоен статус города, что связано с бумом, начавшимся после проведения железной дороги в первой четверти XIX века. Вскоре стал важнейшим железнодорожным узлом, началось развитие промышленности. Стремительными темпами росло население города: в 1872 году в городе было 5 853 жителя, а в 1880 — 7 130 человек.
В 1918 году город стал частью Чехословакии. В 1920 году к ней также были присоединены земли вокруг города Вальтице, ранее принадлежавшие Австрии.
После Мюнхенского сговора 1938 года город стал частью Германии несмотря на то, что большинство жителей города было чехами (по переписи 1930 года из 13 689 человек, живших в городе, 11 220 были чехами, 1 582 — немцами, ещё около 4,3 % — еврейской национальности). 15—17 апреля 1945 года город был освобождён советскими войсками. Немецкое население города в соответствии с декретами Бенеша было депортировано, еврейская община исчезла ещё во время войны.
В 1974 и 1976 годах к городу были присоединены деревни Пошторна, Харватска-Нова-Вес (до 1920 года были в составе Австрии) и Ладна, вновь ставшая в 2006 году самостоятельным населённым пунктом.

## Население
| Год  | Численность | Численность |
| ---- | ----------- | ----------- |
| 1869 | 6683        | [ 14 ]      |
| 1880 | 5681        | [ 2 ]       |
| 1890 | 12 014      | [ 14 ]      |
| 1900 | 13 794      | [ 14 ]      |
| 1910 | 16 745      | [ 14 ]      |
| 1921 | 18 163      | [ 14 ]      |
| 1930 | 13 689      | [ 2 ]       |
| 1950 | 11 010      | [ 2 ]       |
| 1961 | 11 832      | [ 2 ]       |
| 1970 | 18 870      | [ 2 ]       |
| 1980 | 23 978      | [ 2 ]       |
| 1991 | 26 206      | [ 2 ]       |
| 2001 | 24 737      | [ 14 ]      |
| 2014 | 24 956      | [ 15 ]      |
| 2016 | 24 941      | [ 16 ]      |
| 2017 | 24 881      | [ 17 ]      |
| 2018 | 24 797      | [ 18 ]      |
| 2019 | 24 704      | [ 19 ]      |
| 2020 | 24 743      | [ 20 ]      |
| 2021 | 24 554      | [ 21 ]      |
| 2022 | 23 943      | [ 22 ]      |
| 2023 | 24 544      | [ 23 ]      |
| 2024 | 24 863      | [ 24 ]      |
| 2025 | 24 538      | [ 4 ]       |

В 2009 году из 25 664 человек 48,62 % — мужчины, 51,38 % — женщины.

## Достопримечательности
- Бржецлавский замок XVI столетия; в XIX веке перестроен в неоготическом стиле;
- Церковь Святого Вацлава, разрушенная в 1944 году, построенная заново в 1995 году;
- Капелла Святых Кирилла и Мефодия, построенная в 1853—1856 годах в память о выздоровлении Лихтенштейнского князя;
- Капелла Святого Роха;
- Капелла Воскресения (1875 год);
- Городище Поганьско — славянское городище IX века[25]. Рядом находится охотничий замок Поганско, построенный в стиле ампир в 1812 году.

Недалеко от города расположен культурный ландшафт Леднице-Вальтице, охраняемый ЮНЕСКО.

## Города-побратимы
- Андрыхув, Польша (16 декабря 2005)[26]
- Нови-Винодолски, Хорватия[27]
- Приверно, Италия
- Трнава, Словакия

## Фотогалерея
- Река Дие в Бржецлаве
- Современная церковь Святого Вацлава в Бржецлаве
- Интерьер церкви Святого Вацлава
- Церковь Посещения Пресвятой Девы Марии
- Дом приходского священника рядом с церковью Посещения
- Часовня свв. Кирилла и Мефодия
- Часовня св. Роха
- Часовня Воскресения
- Бывшая синагога
- Интерьер синагоги
- Еврейское кладбище
- Церемониальный зал на еврейском кладбище
- Городище Поганьско
- Охотничий замок Поганско[чеш.]
- Ж/Д станция в городской части Пошторна